# سلینا کایل (شخصیت گاتهام)
سلینا کایل ،با نام مستعار "کت" ،یک شخصیت داستانی در گاتهام سریال شبکه فاکس است. این شخصیت بر پایه شخصیتی در دی سی کامیکس به همین نام که با هویت مخفی زن گربه‌ای است، سیلینا یک دزد خیالی بی‌اخلاق است که تبدیل به متحد و بعد معشوق بروس وین، پسر یتیم توماس و مارتا وین می‌شود. کمرن بیکوندووا، سیلینا کایل را برای اکثر قسمت های گاتهام ' بازی کرد ، اما لیلی سیمونز بزرگسالی این شخصیت را در قسمت آخر سریال بازی کرده است. زن گربه‌ای یا کت‌ومن (Catwoman) با نام اصلی سِلینا کایل (Selina Kyle) یک شخصیت خیالی در کتاب‌های کمیک آمریکایی منتشر شده توسط دی‌سی کامیکس است که اغلب با شخصیت ابرقهرمان بتمن مرتبط است. این شخصیت توسط باب کین و بیل فینگر خلق شده‌است؛ که برای اولین بار در شمارهٔ ۱ مجموعه کمیک بتمن (بهار ۱۹۴۰) با نام گربه معرفی شد. زن گربه‌ای هم یکی از دشمنان اصلی و هم یکی از دوستان و همکاران بتمن و همچنین معشوقهٔ وی محسوب می‌شود، اما از دههٔ ۱۹۹۰ او در مجموعه‌ها نقش یک ضدقهرمان را در ازای شخصیتی بدذات ایفا می‌کند.
سلینا، در محله‌های فقیرنشین گاتهام سیتی، از طریق دزدی توانست زنده بماند. تیزهوشی و مهارتش در ژیمناستیک، او را تبدیل به ماهرترین سارق گاتهام کرد.
اگرچه زن گربه‌ای در اصل، یکی از شخصیت‌های منفی داستان‌های بتمن است، ولی نمی‌توان به‌طور قطع به او نام ضد قهرمان داد. او خصوصیات اخلاقی خاصی دارد، مثلاً هرچند سارقی حرفه‌ای است، ولی هرگز مرتکب قتل نمی‌شود یا گاهی در برابر خطرات بزرگتر با بتمن همراهی می‌کند